# Jørgen Hansen
Jørgen Hansen (n. 7 decembrie 1942, Copenhaga, Danemarca) este un ciclist de performanță ce a reprezentat Danemarca, medaliat olimpic. A participat la 3 ediții ale Jocurilor Olimpice (1968, 1972, 1976) în care a câștigat o medalie de bronz.